# Comuna Haivoron, Bahmaci
Haivoron (în ucraineană Гайворон) este o comună în raionul Bahmaci, regiunea Cernihiv, Ucraina, formată din satele Cervona Zirka, Haivoron (reședința), Neceaiiv, Șevcenkove și Vosme Bereznea.

## Demografie
Componența lingvistică a comunei Haivoron
     Ucraineană (99,1%)
     Alte limbi (0,9%)
Conform recensământului din 2001, majoritatea populației comunei Haivoron era vorbitoare de ucraineană (99,1%), existând în minoritate și vorbitori de alte limbi.